# Аметеркмахі
Аметеркмахі (рос. Аметеркмахи) — село Акушинського району, Дагестану Росії.
Населення — 2115 (2015).

## Населення
За даними перепису населення 2002 року в селі мешкало 2079 осіб. У тому числі 994 (47,81 %) чоловіка та 1085 (52,19 %) жінок.
Переважна більшість мешканців — даргинці (100 % від усіх мешканців). У селі переважає усіша-цудахарська мова.